# Иероглифическая лестница (Копан)
Иероглифическая лестница — лестница храма №26 в городе майя Копане, располагавшаяся на западной стороне храма.
Лестница была заложена в правление царя Вакашлахун-Убах-Кавиля, была существенно перестроена при правлении Как-Йипйах-Чан-Кавиля.

## Описание
Лестница является самой длинной известной науке надписью на памятниках майя, её длина достигала 21 метра. Ширина лестницы 10 метров. Архитектурные черты лестницы характерны для Тикаля и Петена. На неё нанесено 2200 иероглифов. Текст на лестнице рассказывает об истории Копана.
Из 63 ступеней лестницы сохранились до наших дней нижние 15. Верхние ступени были восстановлены археологами музея Карнеги, однако текст на них не был реконструирован.

### Русскоязычные эл. публикации
- Беляев, Дмитрий Дмитриевич; Токовинин А. А.: . Копан. www.mezoamerica.ru. Дата обращения: 30 марта 2015. Архивировано 17 апреля 2013 года.

### Англоязычная
- Мартин, Саймон, Грубе, Николай. Chronicle of the Maya Kings and Queens: Deciphering the Dynasties of the Ancient Maya. Second edition. — Лондон и Нью-Йорк: Thames & Hudson, 2008.
- Шерер, Роберт[англ.]; Traxler, Loa P. The Ancient Maya. — Stanford, CA: Stanford University Press, 2006. — ISBN 0-8047-4817-9.